# Ряд обернених до простих чисел

Сума величин, обернених до простих чисел, необмежено зростає. Вісь x подано в логарифмічному масштабі, що показує, що розбіжність дуже повільна. Червона лінія є нижньою оцінкою і теж зростає необмежено.

Ряд обернених простих чисел розбіжний. Тобто:
{\displaystyle \sum _{p{\text{ prime}}}{\frac {1}{p}}={\frac {1}{2}}+{\frac {1}{3}}+{\frac {1}{5}}+{\frac {1}{7}}+{\frac {1}{11}}+{\frac {1}{13}}+{\frac {1}{17}}+\cdots =\infty }
Цей факт довів Леонард Ейлер 1737 року, що посилило результат Евкліда (III століття до н. е.), що існує нескінченно багато простих чисел.
Існує низка доведень результату Ейлера, включно з оцінкою нижньої межі часткових сум, яка стверджує, що
{\displaystyle \sum _{\scriptstyle p{\text{ prime}} \atop \scriptstyle p\leq n}{\frac {1}{p}}\geqslant \ln \ln(n+1)-\ln {\frac {\pi ^{2}}{6}}}
для всіх натуральних чисел n. Подвійний натуральний логарифм (ln ln) свідчить про те, що розбіжність ряду дуже повільна. Див. статтю Константа Майсселя — Мертенса.

## Гармонічний ряд
Розбіжність даного ряду довів Ейлер. Для цього він розглянув гармонічний ряд:
{\displaystyle \sum _{n=1}^{\infty }{\frac {1}{n}}=1+{\frac {1}{2}}+{\frac {1}{3}}+{\frac {1}{4}}+\cdots =\infty }
А також таку «тотожність», за допомогою якої він також показав, що множина простих чисел нескінченна:
{\displaystyle \sum _{n=1}^{\infty }{\frac {1}{n}}=\prod _{p}\left(1+{\frac {1}{p}}+{\frac {1}{p^{2}}}+\cdots \right)=\prod _{p}{\frac {1}{1-p^{-1}}}}
Тут добуток береться за всіма простими числами. Такі нескінченні добутки сьогодні називають добутками Ейлера. Добуток вище є відображенням основної теореми арифметики. Ейлер зауважив, що якби кількість простих чисел була скінченною, то добуток праворуч мав би збігатися, що суперечить розбіжності гармонічного ряду.

## Доведення

### Доведення Ейлера
Продовжуючи міркування, описані вище, Ейлер взяв натуральний логарифм від кожного з боків. Потім він використав розклад у ряд Тейлора {\textstyle -\ln(1-x)=x+{\frac {x^{2}}{2}}+{\frac {x^{3}}{3}}+{\frac {x^{4}}{4}}+\dots }, а також збіжність обернених степеневих рядів:
{\displaystyle {\begin{aligned}\ln \left(\sum _{n=1}^{\infty }{\frac {1}{n}}\right)&{}=\ln \left(\prod _{p}{\frac {1}{1-p^{-1}}}\right)=-\sum _{p}\ln \left(1-{\frac {1}{p}}\right)\\&{}=\sum _{p}\left({\frac {1}{p}}+{\frac {1}{2p^{2}}}+{\frac {1}{3p^{3}}}+\cdots \right)\\&{}=\sum _{p}{\frac {1}{p}}+{\frac {1}{2}}\sum _{p}{\frac {1}{p^{2}}}+{\frac {1}{3}}\sum _{p}{\frac {1}{p^{3}}}+{\frac {1}{4}}\sum _{p}{\frac {1}{p^{4}}}+\cdots \\&{}=A+{\frac {1}{2}}B+{\frac {1}{3}}C+{\frac {1}{4}}D+\cdots \\&{}=A+K\end{aligned}}}
з фіксованою константою K < 1. Потім він використав властивість
{\displaystyle \sum _{n=1}^{\infty }{\frac {1}{n}}=\ln \infty ,}
виведення якої від пояснив, наприклад, у пізнішій роботі 1748 року, присвоєнням x = 1 у розкладі Тейлора
{\displaystyle \ln \left({\frac {1}{1-x}}\right)=\sum _{n=1}^{\infty }{\frac {x^{n}}{n}}.}
Це дозволило йому зробити висновок, що
{\displaystyle A={\frac {1}{2}}+{\frac {1}{3}}+{\frac {1}{5}}+{\frac {1}{7}}+{\frac {1}{11}}+\cdots =\ln \ln \infty .}
Імовірно, Ейлер мав на увазі, що сума величин, обернених до простих чисел менших від n, асимптотично зростає як ln ln n при прямуванні n до нескінченності. Виявилося, що це справді так і точнішу версію цього факту строго довів Франц Мертенс 1874 року. Ейлер же отримав правильний результат за допомогою нестрогих методів.

### Доведення Ердеша оціненням зверху і знизу
Наступне доведення від супротивного належить Палу Ердешу.
Нехай pi означає i-е просте число. Уявімо, що сума величин, обернених до простих чисел, збіжна. Тобто,
{\displaystyle \sum _{i=1}^{\infty }{\frac {1}{p_{i}}}<\infty }
Тоді існує найменше додатне ціле число k, таке, що
{\displaystyle \sum _{i=k+1}^{\infty }{\frac {1}{p_{i}}}<{\frac {1}{2}}\qquad (1)}
Для додатного цілого x нехай Mx означає множину n з набору {1, 2, …, x}, які не діляться на будь-яке просте, більше від pk (або, еквівалентно, всі {\displaystyle n\leqslant x}, які є добутком ступенів простих чисел {\displaystyle p_{i}\leqslant p_{k}}). Ми можемо тепер вивести верхню і нижню оцінку {\displaystyle |M_{x}|}, числа елементів у {\displaystyle M_{x}}. Для великих x ці межі приводять до суперечності.
Оцінка зверху:
Будь-яке n у Mx можна записати у вигляді {\displaystyle n=m^{2}r} з додатними цілими m іr деr — вільне від квадратів число. Бо тільки k простих {\displaystyle p_{1},\ldots ,p_{k}} може бути (з показником 1) у розкладі на прості числа r, є не більше 2k різних можливостей для r. Більш того, є не більше {\displaystyle {\sqrt {x}}} можливих значень для m. Це дає верхню оцінку
{\displaystyle |M_{x}|\leq 2^{k}{\sqrt {x}}\qquad (2)}
Оцінка знизу:
Решта {\displaystyle x-|M_{x}|} чисел у різниці множин{1, 2, …, x} \ Mx всі діляться на прості числа, більші від {\displaystyle p_{k}}. Нехай {\displaystyle N_{i,x}} означає множину таких n з{1, 2, …, x}, які діляться наi-е просте {\displaystyle p_{i}}. Тоді
{\displaystyle \{1,2,\ldots ,x\}\smallsetminus M_{x}=\bigcup _{i=k+1}^{\infty }N_{i,x}}
Оскільки число цілих чисел {\displaystyle N_{i,x}} не перевершує {\displaystyle {\tfrac {x}{p_{i}}}} (насправді, дорівнює нулю для {\displaystyle p_{i}>x}), отримуємо
{\displaystyle x-|M_{x}|\leqslant \sum _{i=k+1}^{\infty }|N_{i,x}|<\sum _{i=k+1}^{\infty }{\frac {x}{p_{i}}}}
Використовуючи (1), звідси отримуємо
{\displaystyle {\frac {x}{2}}<|M_{x}|\qquad (3)}
Маємо суперечність: якщо {\displaystyle x\geqslant 2^{2k+2}}, оцінки (2) та (3) не можуть виконуватися одночасно, оскільки {\displaystyle {\tfrac {x}{2}}\geqslant 2^{k}{\sqrt {x}}} .

### Доведення того, що ряд зростає зі швидкістю log-log
Існує інше доведення, яке дає нижню оцінку часткових сум. Зокрема, показує, що ці суми зростають щонайменше як ln ln n. Доведення є варіантом Ейлерової ідеї розкладання добутку. Далі в тексті суми або добутки p завжди є сумами або добутками за певними множинами простих чисел.
Доведення спирається на чотири нерівності:
- Будь-яке додатне цілеi можна єдиним чином подати у вигляді добутку вільних від квадратів чисел та квадрата. Це дає нерівність

{\displaystyle \sum _{i=1}^{n}{\frac {1}{i}}\leqslant \prod _{p\leq n}{\left(1+{\frac {1}{p}}\right)}\sum _{k=1}^{n}{\frac {1}{k^{2}}}} ,
де для будь-якогоi між 1 та n (розкладений) добуток відповідає вільній від квадратів частині числаi, а сума відповідає квадратній частині числаi (див. статтю Основна теорема арифметики).
- Верхня оцінка натурального логарифма

{\displaystyle {\begin{aligned}\ln(n+1)&=\int _{1}^{n+1}{\frac {dx}{x}}\\&=\sum _{i=1}^{n}\underbrace {\int _{i}^{i+1}{\frac {dx}{x}}} _{{}\,<\,{\frac {1}{i}}}\\&<\sum _{i=1}^{n}{\frac {1}{i}}\end{aligned}}}
- Нижня оцінка1 + x < exp(x) для показникової функції виконується для всіх x > 0.
- Нехай {\displaystyle n\geqslant 2}. Верхня межа (використовуємо телескопічний ряд) для часткових сум

{\displaystyle {\begin{aligned}\sum _{k=1}^{n}{\frac {1}{k^{2}}}&<1+\sum _{k=2}^{n}\underbrace {\left({\frac {1}{k-{\frac {1}{2}}}}-{\frac {1}{k+{\frac {1}{2}}}}\right)} _{=\,{\frac {1}{k^{2}-{\frac {1}{4}}}}\,>\,{\frac {1}{k^{2}}}}\\&=1+{\frac {2}{3}}-{\frac {1}{n+{\frac {1}{2}}}}<{\frac {5}{3}}\end{aligned}}}
Комбінуючи всі ці нерівності, отримуємо
{\displaystyle {\begin{aligned}\ln(n+1)&<\sum _{i=1}^{n}{\frac {1}{i}}\\&\leq \prod _{p\leq n}{\left(1+{\frac {1}{p}}\right)}\sum _{k=1}^{n}{\frac {1}{k^{2}}}\\&<{\frac {5}{3}}\prod _{p\leq n}{\exp \left({\frac {1}{p}}\right)}\\&={\frac {5}{3}}\exp \left(\sum _{p\leq n}{\frac {1}{p}}\right)\end{aligned}}}
Після ділення на {\displaystyle {\tfrac {5}{3}}} та взяття натурального логарифма від обох частин отримаємо
{\displaystyle \ln \ln(n+1)-\ln {\frac {5}{3}}<\sum _{p\leq n}{\frac {1}{p}}} ,
що й потрібно було довести. ∎
Використовуючи
{\displaystyle \sum _{k=1}^{\infty }{\frac {1}{k^{2}}}={\frac {\pi ^{2}}{6}}}
(Див. Базельська задача), константу вище {\displaystyle \ln {\tfrac {5}{3}}=0{,}51082\ldots } можна покращити до {\displaystyle \ln {\tfrac {\pi ^{2}}{6}}=0{,}4977\ldots } . Фактично, виявляється що
{\displaystyle \lim _{n\to \infty }\left(\sum _{p\leq n}{\frac {1}{p}}-\ln \ln n\right)=M} ,
де {\displaystyle M=0{,}261497\ldots } — стала Майсселя — Мертенса (щось подібне до відомішої сталої Ейлера — Маскероні).

### Доведення з нерівності Дюзара
З нерівності Дюзара маємо
{\displaystyle p_{n}<n\ln n+n\ln \ln n\quad } для {\displaystyle n\geqslant 6}
Тоді
{\displaystyle {\begin{aligned}\sum _{n=1}^{\infty }{\frac {1}{p_{n}}}&\geqslant \sum _{n=6}^{\infty }{\frac {1}{p_{n}}}\\&\geqslant \sum _{n=6}^{\infty }{\frac {1}{n\ln n+n\ln \ln n}}\\&\geqslant \sum _{n=6}^{\infty }{\frac {1}{2n\ln n}}=\infty \end{aligned}}}
згідно з інтегральною ознакою збіжності Маклорена — Коші. Це показує, що ряд зліва розбіжний.

## Часткові суми
Хоча часткові суми величин, обернених до простих чисел, врешті-решт перевищують будь-яке ціле значення, вони ніколи не можуть дорівнювати цілому числу.
Одне з доведень цього виконується за індукцією: перша часткова сума дорівнює {\displaystyle {\tfrac {1}{2}}} і вона має вигляд {\displaystyle {\tfrac {odd}{even}}} (тобто непарне/парне). Якщо n-а часткова сума (для {\displaystyle n\geqslant 1}) має вигляд {\displaystyle {\tfrac {odd}{even}}}, то {\displaystyle (n+1)}-а сума дорівнює
{\displaystyle {\frac {\text{odd}}{\text{even}}}+{\frac {1}{p_{n+1}}}={\frac {{\text{odd}}\cdot p_{n+1}+{\text{even}}}{{\text{even}}\cdot p_{n+1}}}={\frac {{\text{odd}}+{\text{even}}}{\text{even}}}={\frac {\text{odd}}{\text{even}}}}
оскільки {\displaystyle (n+1)}-е просте число {\displaystyle p_{n+1}} непарне. Оскільки сума знову має вигляд {\displaystyle {\tfrac {odd}{even}}}, часткова сума не може бути цілим числом (знаменник ділиться на 2, але чисельник не ділиться), що й доводить твердження.
В іншому доведенні вираз для суми значень, обернених до перших n простих чисел, (або суми обернених значень будь-якої множини простих чисел) записується з найменшим спільним знаменником, який є добутком усіх цих простих чисел. Тоді кожне з цих простих чисел ділить усі члени чисельника, крім одного, а тому не ділить чисельник у цілому. Але кожне просте ділить знаменник. Таким чином, дріб нескоротний і не є цілим числом.